# Hapalochlaena fasciata
Hapalochaena fasciata
Espèce
Hapalochlaena fasciata est un céphalopode de la famille des Octopodidae.

## Description
La longueur de son manteau peut atteindre jusqu'à 45 mm. Elle est jaune foncé avec des stries bleu foncé ou noires couvrant tout son corps en dehors de la face interne de ses bras.

## Habitat et répartition
On la trouve le plus souvent autour de la zone intertidale des rivages rocheux et des eaux côtières jusqu'à une profondeur de 15 mètres entre le sud du Queensland et le sud de la Nouvelle-Galles du Sud en Australie.

## Venin
Elle fait partie du genre Hapalochlaena qui est, malgré sa petite taille, l'un des seuls genres de céphalopodes capables de tuer un humain. Son venin, d’origine salivaire, contient une neurotoxine qui agit en quelques minutes et provoque une détresse respiratoire grave. Cette neurotoxine, initialement appelée  « maculotoxine », a depuis été identifiée à la tétrodotoxine.
Traitement : immobilisation, désinfection, glaçage, évacuation vers un centre médical.
La victime pouvant présenter à tout moment un arrêt respiratoire terminal, les secouristes doivent être capables d’effectuer une respiration artificielle.